# 정보 전송

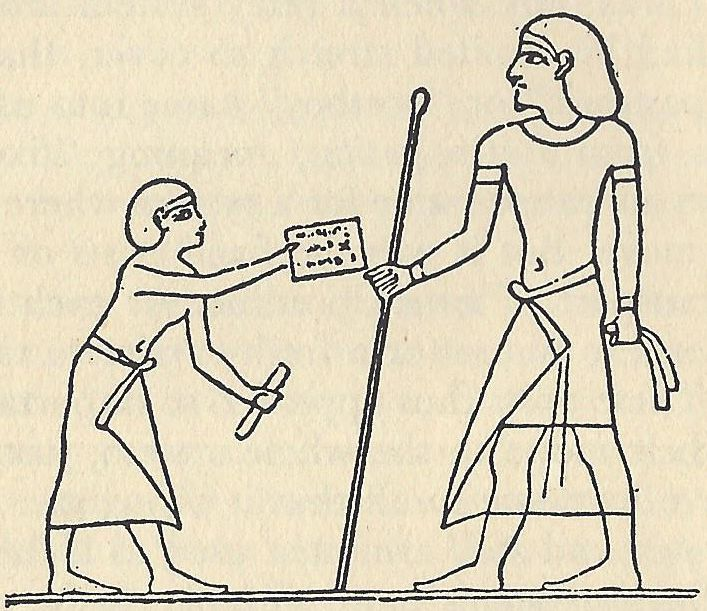
고대 이집트의 사자가 편지를 전달하는 모습.

전기 통신에서 정보 전송(Information transfer)은 통신원에서 싱크로 채널 (통신)을 통해 사용자 정보를 포함하는 메시지를 이동시키는 과정이다. 이러한 의미에서 정보 전송은 더 실용적이고 기술적인 측면을 강조하는 데이터 전송과 동일하다.
정보 전송 속도는 전송 변조율과 같을 수도 있고 같지 않을 수도 있다.
양방향 정보 전송은 정보 교환이라고 불린다.

## 비기술적 의미
비기술적인 맥락에서 정보 전송은 때때로 지식 이전 또는 가르침을 의미하는 데 사용된다. 성공적인 정보 전송은 여러 측면에 달려 있으며, 특히 특정 매체 선택(매체 적합성)이 중요하다.

## 같이 보기
- MIL-STD-188을 지원하는 Federal Standard 1037C
- 정보 전송 트랜잭션